# Blackburnium
Blackburnium es un género de coleópteros de la familia Bolboceratidae. Incluye las siguientes especies:
- Blackburnium acutipenne
- Blackburnium ambiguum
- Blackburnium angulicorne
- Blackburnium aratum
- Blackburnium barretti
- Blackburnium brooksi
- Blackburnium canningense
- Blackburnium capentariae
- Blackburnium cavicolle
- Blackburnium centrale
- Blackburnium cooperi
- Blackburnium cornutum
- Blackburnium darwinense
- Blackburnium harslettae
- Blackburnium hippopus
- Blackburnium insigne
- Blackburnium kirbyi
- Blackburnium macleayi
- Blackburnium monteithi
- Blackburnium neocavicolle
- Blackburnium pauperculum
- Blackburnium pontiferum
- Blackburnium quinquecorne
- Blackburnium reichei
- Blackburnium rhinoceros
- Blackburnium seticolle
- Blackburnium sloanei
- Blackburnium tatei
- Blackburnium triceratops